# 土曜の夜は!おとななテレビ
『土曜の夜は!おとななテレビ』（どようのよるは!おとななテレビ）は、2012年11月10日から2023年3月25日 までTVQ九州放送（テレQ）で土曜日夕方に放送されていた地域情報番組。

## 概要
2012年秋の改編で、自社制作番組を大幅に改めた。その過程で生まれた番組であるが、編成の都合により開始は少し遅れた。またスポーツ中継以外でTVQが1時間を超える定時生番組を編成するのは開局以来初となる。
土曜日の夕方に大人がくつろげる地域密着型の情報番組を目指す。その週の注目すべき福岡県・佐賀県や全国のニュースを取り上げ、また県内各地を結んでの生中継コーナー、この番組の開始により廃止された『VIVA!!SPORTAS』の内容を吸収し、エリアのスポーツ情報も深く掘り下げて伝える。
司会には開始当初パパイヤ鈴木と杉崎美香を起用。ともに福岡ローカルの番組には初出演。
2013年最後の放送となった12月21日の回を持ってMCを務めていた杉崎美香が番組を卒業。2014年1月11日から新MCとして元NHKアナウンサーで福岡局での勤務経験がある神田愛花が加わった。
パパイヤ・神田コンビになってからは生放送から録画放送へと移行している。但し、2時間半拡大スペシャルなどの場合、生放送することが度々あった。
2020年3月下旬以降、新型コロナウイルス感染拡大の影響で、度重なる緊急事態宣言が福岡県に計4回発令されたのに伴い、MCのパパイヤと神田はもちろん、県外からスタジオ出演が叶わなかった相田翔子らゲストタレントもリモートで出演した。その間は、テレQアナウンサー（櫻井譲士、山本圭介など）が代理MCを担当した（レギュラーのコンバット満と藤本一精は期間関係なくスタジオ出演）。
2021年9月30日、緊急事態宣言が全国一斉に解除（福岡県は4回目）された以降は、パパイヤと神田はもちろん、相田らゲストタレントもスタジオに復帰し、現在は感染防止対策（スタジオ内の換気、ソーシャルディスタンス、アクリル板パーティション設置など）を講じながら、ほぼ通常の状態に戻っている。

## 番組の終焉
2023年3月25日の2時間半スペシャルをもって、約10年半の歴史に幕を下ろした。後継番組として2023年4月22日から25分繰り下げて土曜18:55-20:00に放送枠を移動して『福岡お役立ち情報バラエティたくなる』を開始することになった。

## 主なコーナー
キキコミ
福岡県各地でキキコミを行い、定番を勝手に決めるコーナーである
踊る!まいう～漫遊記 / コンナとこドリル
福岡県各地の「まいう～」なものを探してパパイヤ鈴木、藤田可菜、相田翔子（2015年10月より月1回）、藤本一精の4人が漫遊する。不定期ゲストの元AKB48の梅田彩佳がゲストの時は、梅田の故郷である、北九州市でロケが行われることが多く、たびたびパパイヤから｢テレビ局のお金で帰省している｣などのイジりが定番となっている。またコーナー開始前にその日に回る場所についての豆知識を3問ほど「コンナとこドリル」として出演者に出題。
独走!おとなな研究所
番組独自の視点で様々なテーマを研究していく
特集
いろいろな特集

### 不定期コーナー
スイーツ王子シュガーロードを行く

### 過去のコーナー
トクネタ
週替わりの企画特集。内容はやや硬め。
バリヨカ
視聴者のための"気になる情報"を伝える。
プレイバック福岡
1週間の福岡県内の出来事を振り返る。
集まるステーション!九州もん!!
JR博多駅前広場からの中継コーナー。
サタスポ
『VIVA!!SPORTAS』の内容を引き継いだスポーツ情報コーナー。
なんでも特集
トクネタとは異なり軟らかめの企画コーナー
超!速ホークス / おとななMBP
その日のソフトバンクホークスの試合結果を撮って出しで伝える。
博多駅前演芸場
JR博多駅前広場からの中継コーナー。
おとなな川柳
視聴者から福岡をテーマにした川柳を募集する。
パパイヤ鈴木の出張ダンス（不定期）

## 出演者
MC
パパイヤ鈴木（振付師）
神田愛花（フリーアナウンサー）
レギュラー出演
コンバット満（『VIVA!!SPORTAS』からの横滑り）
相田翔子（2015年10月から2023年3月の番組終了までの月1回のコーナーレギュラー）
藤本一精
ナレーション
川上鴻一郎
山本圭介（テレQアナウンサー）
中嶋空（テレQアナウンサー）
不定期
浅尾美和（2016年夏以降第2子出産準備のため一時降板していたが数ヶ月後番組に復帰している）
梅田彩佳（元AKB48・NMB48）
大家志津香（元AKB48）
田中菜津美（元HKT48）
坂口理子（元HKT48）
はいだしょうこ
原田龍二
具志堅用高
井森美幸
松本明子
森尾由美
あびる優
ゴリけん
小雪
そよかぜましお
土居祥平（土居上野）
光ママ（しゃかりき）

### 過去の出演者
大塚ムネト（ご意見番、劇団「ギンギラ太陽'S」主宰）(番組開始 - 2013年3月）
上野敏子
杉崎美香（フリーアナウンサー）（2012年11月10日 - 2013年12月21日）
伯龍
倉田もえ
藤田可菜（モデル・タレント）（2013年11月16日 - 2013年3月21日）
AKI
大戸千絵
山口たかし（EE男）
香月亜耶乃
立花麻理（TVQアナウンサー）
小野口奈々（TVQアナウンサー→現フリーアナウンサー）

### 過去のテーマ曲
- オープニング：Accidents Will Happen / Elvis Costello & The Attractions（2013年4月～9月）
- エンディング：Firework / Katy Perry（2013年4月～10月）

## 放送時間帯変更および休止事例
- 2012年12月1日の放送は「柔道グランドスラム東京2012」の中継が17:00-19:00に組まれるため、19:00 - 20:00の1時間に短縮される（「柔道-」がTXN全局同時ネットの大会協賛付ネットワークセールス番組となるため）。
- 2012年12月29日および2013年1月5日は年末年始の特別番組（テレビ東京からのネット受け）の放送のため次番組の『きらり九州めぐり逢い』と共に番組自体休止となる。
- 2013年4月からプロ野球シーズンに突入するため、福岡ソフトバンクホークス戦の試合（ナイトゲーム）を中継した場合は次番組の『きらり九州めぐり逢い』と共に番組自体を休止する。